# Incidente aéreo de Japan Airlines de 2001
El 31 de enero de 2001, el vuelo 907 de Japan Airlines, un Boeing 747-446D en ruta desde el Aeropuerto de Haneda, Japón, hacia el Aeropuerto de Naha, Okinawa, evitó por poco una colisión en el aire con el vuelo 958 de Japan Airlines, un McDonnell Douglas DC-10-40 que volaba desde el Aeropuerto Internacional de Gimhae, Corea del Sur, hacia el Aeropuerto Internacional de Narita, Japón. El evento se conoció en Japón como el Incidente de casi colisión de Japan Airlines sobre la bahía de Suruga (日本航空機駿河湾上空ニアミス事故 Nihonkōkūki surugawan jōkū niamisu jiko?)
El incidente se atribuyó a errores cometidos por el controlador aéreo en entrenamiento Hideki Hachitani (蜂谷 秀樹 Hachitani Hideki?), y la supervisora en entrenamiento Yasuko Momii (籾井 康子 Momii Yasuko?). Este evento llevó a las autoridades japonesas a solicitar a la Organización de Aviación Civil Internacional (OACI) que implementara medidas para prevenir incidentes similares en el futuro.

## Información del vuelo

### Aeronave Boeing y tripulación
El Boeing 747-446 Domestic, registrado como JA8904, operaba el vuelo 907 desde el Aeropuerto Internacional de Haneda, en Tokio, hacia el Aeropuerto de Naha, con 411 pasajeros y 16 tripulantes a bordo. El vuelo despegó del aeropuerto de Haneda a las 15:36, hora local. El vuelo 907 estaba comandado por el piloto Makoto Watanabe (渡辺 誠 Watanabe Makoto?), de 40 años.

### Aeronave McDonnell Douglas y tripulación
El McDonnell Douglas DC-10-40, registrado como JA8546, operaba el vuelo 958 desde el Aeropuerto Internacional de Gimhae hacia el Aeropuerto Internacional de Narita, con 237 pasajeros y 13 tripulantes a bordo. El vuelo 958 estaba comandado por el piloto Tatsuyuki Akazawa (赤沢 達幸 Akazawa Tatsuyuki?) de 45 años.
Según el plan de vuelo, ambas aeronaves debían cruzarse manteniendo una separación vertical de 2000 pies (610 m).

## El incidente en el aire
El incidente ocurrió mientras las azafatas comenzaban a servir bebidas a bordo del vuelo 907. Veinte minutos después del despegue, a medida que el avión ascendía hacia los 39 000 pies (11 887 m), el sistema de alerta de tráfico y evasión de colisiones (TCAS) del JA8904 se activó Simultáneamente, el DC-10, registrado como JA8546, volaba a una altitud de crucero de 37 000 pies (11 278 m) Aunque el TCAS de ambas aeronaves funcionó correctamente, emitiendo una instrucción de “ASCENDER” para el vuelo 907, la tripulación recibió órdenes contradictorias del controlador aéreo en el Centro de Control de Área de Tokio, ubicado en Tokorozawa, en la prefectura de Saitama. El vuelo 907 siguió la orden del controlador de descender, mientras que el vuelo 958 descendió según las instrucciones del TCAS, lo que mantuvo a ambos aviones en curso de colisión.

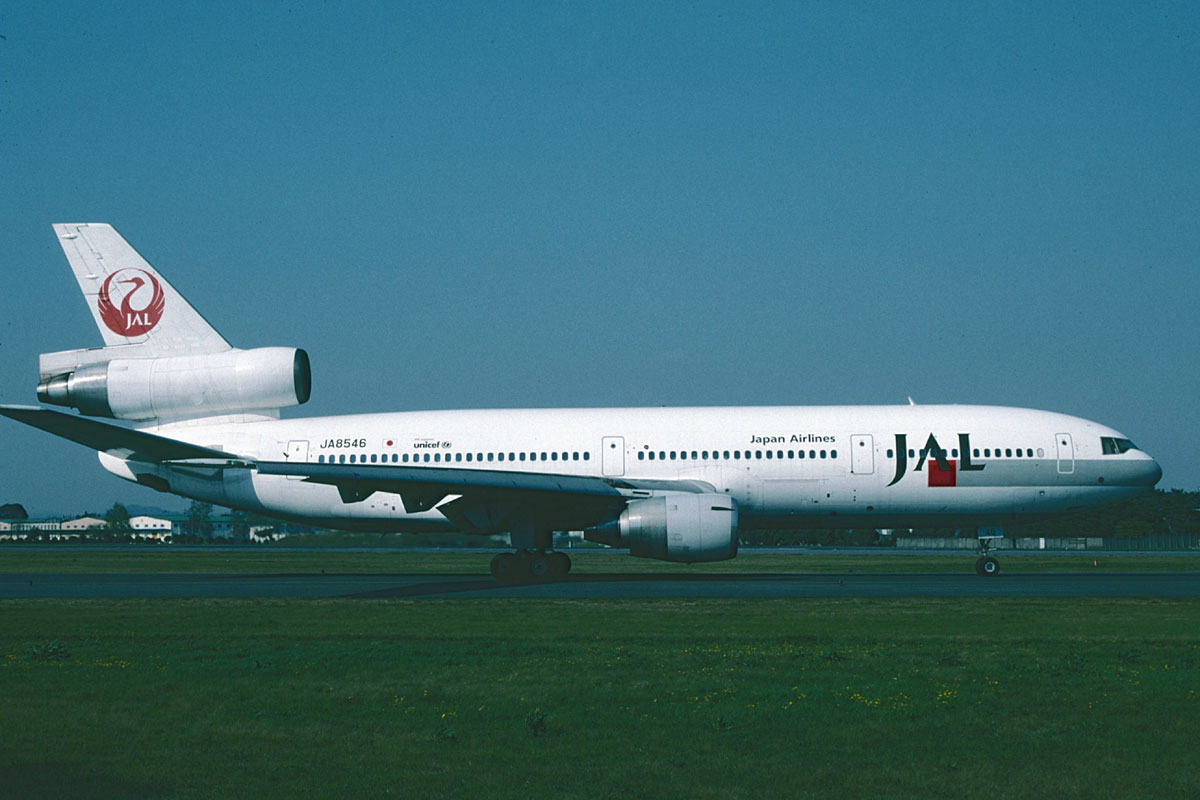
El DC-10 implicado en el incidente, JA8546

El controlador aéreo en entrenamiento, Hideki Hachitani (蜂谷 秀樹 Hachitani Hideki?), de 26 años. estaba gestionando diez vuelos al momento del incidente. Hachitani tenía la intención de ordenar al vuelo 958 que descendiera; sin embargo, a las 15:54, instruyó por error al vuelo 907 a descender. Al notar que el vuelo 958 mantenía su altitud en lugar de descender, Hachitani solicitó que este girara a la derecha, pero el mensaje no llegó al piloto del vuelo 958. La supervisora del controlador, Yasuko Momii (籾井 康子 Momii Yasuko?), ordenó a “JAL 957” ascender, aunque no existía un vuelo JAL 957 en ese momento. Se presume que, al decir “957”, Momii se refería al vuelo 907
La tripulación del vuelo 907 evitó la colisión mediante una maniobra evasiva al divisar visualmente al otro avión, logrando que las aeronaves pasaran a una distancia aproximada de 135 metros (443 pies). Un pasajero no identificado declaró a NHK: “Nunca había visto un avión tan cerca. Pensé que íbamos a chocar”. Alex Turner, estudiante de secundaria y pasajero del vuelo 907, estimó que la maniobra duró dos segundos.

### Lesiones y daños
Siete pasajeros y dos miembros de la tripulación del vuelo 907 sufrieron lesiones graves. Además, 81 pasajeros y 10 tripulantes reportaron heridas leves. Algunos pasajeros sin cinturón, auxiliares de vuelo y carritos de bebidas golpearon el techo, desprendiendo paneles del mismo. Un niño fue lanzado a través de cuatro filas de asientos. La mayoría de las lesiones consistieron en contusiones, aunque una mujer de 54 años sufrió la fractura de una pierna. También se derramaron bebidas de un carro, causando quemaduras a algunos pasajeros. Ningún ocupante del DC-10 resultó herido.
El vuelo 907, con la cabina del 747 mostrando daños menores y varios lesionados, regresó al aeropuerto de Haneda, donde realizó un aterrizaje de emergencia a las 16:44. Por su parte, el vuelo 958 continuó su ruta hacia el aeropuerto de Narita, aterrizando de manera normal a las 16:32.

## Investigación y proceso judicial
El Departamento de Policía Metropolitana de Tokio y el Ministerio de Tierra, Infraestructura y Transporte investigaron el incidente.
En mayo de 2003, la policía de Tokio presentó un informe de investigación sobre Hideki Hachitani (aprendiz de controlador de tráfico aéreo), Yasuko Momii (supervisor de control de tráfico aéreo) y Makoto Watanabe (piloto del vuelo 907), sospechando que habían incurrido en negligencia profesional. En marzo de 2004, los fiscales acusaron formalmente a Hachitani y Momii de negligencia profesional.
Para el 16 de noviembre de 2005, se habían celebrado 12 juicios desde la audiencia inicial del 9 de septiembre de 2004. La fiscalía argumentó que los dos acusados no proporcionaron la separación adecuada entre las dos aeronaves, que las instrucciones emitidas fueron inapropiadas y que el supervisor no corrigió al aprendiz. La defensa, por su parte, sostuvo que la falta de separación no habría conducido inmediatamente a un incidente, que las instrucciones dadas fueron adecuadas, que el procedimiento del TCAS no fue correcto y que el Computer Navigation Fix (CNF) contenía datos defectuosos.
En 2006, los fiscales solicitaron una pena de 10 años de prisión para Hachitani, entonces de 31 años, y de 15 años para Momii, entonces de 37 años. El 20 de marzo de 2006, el tribunal dictaminó que Hachitani y Momii no eran culpables del cargo. El tribunal concluyó que Hachitani no podría haber previsto el incidente y que la confusión de los números de vuelo no tenía relación causal con el incidente. Hisaharu Yasui, el juez principal, declaró que procesar a controladores y pilotos era “inadecuado” en este caso. La Fiscalía del Distrito de Tokio presentó una apelación ante el Tribunal Superior de Tokio el 31 de marzo. Durante ese mismo año, el gobierno japonés acordó pagar a Japan Airlines y a Tokio Marine & Nichido Fire Insurance un total de 82,4 millones de yenes como compensación por el incidente (equivalente a 86 millones de yenes en 2019).
El 11 de abril de 2008, en apelación, un tribunal superior anuló la decisión y declaró culpables a Hachitani y Momii. El juez principal, Masaharu Suda (須田 賢 Suda Masaharu?) condenó a Hachitani, entonces de 33 años, a 12 meses de prisión y a Momii, entonces de 39 años, a 18 meses, con ambas penas suspendidas por 3 años. Los abogados de los controladores apelaron, pero las condenas fueron confirmadas el 26 de octubre de 2010 por el Tribunal Supremo.